# Bathytelesto tubuliporoides
Bathytelesto tubuliporoides is een zachte koraalsoort uit de familie Clavulariidae. De koraalsoort komt uit het geslacht Bathytelesto. Bathytelesto tubuliporoides werd in 1989 voor het eerst wetenschappelijk beschreven door Williams. 